# Xylica
Xylica is een geslacht van wandelende takken uit de familie Bacillidae. De wetenschappelijke naam van dit geslacht is voor het eerst voorgesteld door Ferdinand Karsch in een publicatie uit 1898. De soorten van dit geslacht komen in tropisch Afrika voor.

## Soorten
Het geslacht Xylica omvat de volgende soorten:
- Xylica abbreviata Redtenbacher, 1906
- Xylica caligulata Redtenbacher, 1906
- Xylica coriacea Redtenbacher, 1906
- Xylica graueri Rehn, 1914
- Xylica kikuyuensis Rehn, 1911
- Xylica kilimandjarica Sjöstedt, 1909
- Xylica madegassa Redtenbacher, 1906
- Xylica oedematosa Karsch, 1898
- Xylica quadrispinosa Redtenbacher, 1906
- Xylica tomsi Brock, 2005